# 大島公園動物園
大島公園動物園（おおしまこうえんどうぶつえん）は、東京都大島町泉津字福重2号にある動物園。東京都が策定したズーストック計画の対象園となっている。

## 概要
噴出した溶岩をそのまま使用するなど自然を生かした展示をしている。東京都が策定した「ズーストック事業」の対象園となっており、カラスバトの繁殖を国内で初めて成功させるなど、希少動物の飼育・繁殖にも力を注いでいる。葉物や大島公園内の売店にて購入した指定のエサを、園内にエサとして持ち込む事が認められている。

## 園内
フライングゲージ
ヤブツバキやオオシマザクラの自然林を生かした、約53m×42m×13mの国内最大級のウォークインバードゲージ。
サル島
大島の噴出した溶岩を利用した国内最大級のワオキツネザルとバーバリーシープの放飼場。
インコ舎
インカアジサシやインコが自由に飛びまわるウォークスルー型の展示施設。
なかよし広場・なかよし牧場
ゲージと運動場を繋ぐ通路を通るレッサーパンダを下から見る事が出来る。ふれあい開催日にはモルモットやウサギを抱くことができ、なかよし広場ではロバにエサをあげる事が出来る。

## 動物一覧
公式サイトの園内マップより

### フライングゲージ
- パルマワラビー
- カピバラ
- ショウジョウトキ
- クロトキ
- ヨーロッパフラミンゴ
- サカツラガン
- ハワイガン
- マガモ
- オシドリ
- アカツクシガモ
- カラスバト
- キンクロハジロ
- インドクジャク
- マナヅル

### サル島
- ワオキツネザル
- バーバリーシープ

### 日本の鳥
- カラスバト
- チョウゲンボウ
- コジュケイ
- オジロワシ

### インコ舎
- インカアジサシ
- オオハナインコ
- ヤマヒメコンゴウインコ
- ニシムラサキエボシドリ
- ルリコンゴウインコ
- オオコノハズク

### ゾウガメ
- アルダブラゾウガメ
- ケヅメリクガメ

### なかよし広場・なかよし牧場
- カイウサギ
- テンジクネズミ
- レッサーパンダ
- トカラヤギ
- グレビーシマウマ
- ロバ
- ブタ（ポットベリー）

### ラクダ・ラマ
- フタコブラクダ
- ラマ
- エミュー

### インフォメーションセンター
- カラスヘビ（シマヘビ）
- アオダイショウ
- オカダトカゲ

### その他
- エミュー
- ニホンカモシカ
- キョン

## 施設情報

### 基本情報
- 所在地 - 東京都大島町泉津字福重3号
- 開園時間 - 午前8:30 - 午後5:00、入園は午後4時まで
- 休園日 - 年中無休
- 入園料 - 無料
- 駐車場 - 110台（大島公園全体）
- 飼育動物数 - 約60種350点（2020年10月現在）

## 交通

### 公共交通機関
- 元町港・岡田港または大島空港より、大島公園行バスに乗り終点下車、徒歩2分